# Maddie Nichols
Maddie Nichols, född 28 januari 2000 i Baton Rouge, Louisiana, är en amerikansk skådespelare.
Nichols har bland annat medverkat i TV-serien Echoes från 2022. Hon har även medverkat i filmerna Emergency från 2022 och The Boogeyman från 2023.

## Filmografi (i urval)
- 2022: Echoes
- 2022: Emergency
- 2023: The Boogeyman